# Acridocarpus socotranus
Acridocarpus socotranus là một loài thực vật thuộc họ Malpighiaceae. Chúng là loài đặc hữu của Yemen. Môi trường sống tự nhiên của chúng là rừng khô nhiệt đới hoặc cận nhiệt đới và vùng đất có cây bụi nhiệt đới hoặc cận nhiệt đới.